# Edwin James Rothwell
Pour les articles homonymes, voir Rothwell.
David McEwen Eberts (19 octobre 1870-29 juin 1927) est un homme politique canadien de la Colombie-Britannique. Il est député provincial libéral de la circonscription britanno-colombienne de New Westminster de 1924 à 1927,.

## Biographie
Né à Brantford en Ontario, Rothwell étudie à l'Université de Toronto. Il s'installe en Colombie-Britannique en janvier 1897 et passe les tests de qualifications nécessaire pour pouvoir pratiquer la médecine et la chirurgie à Trail. En 1902, il s'installe à New Westminster et entame un partenariat avec le Dr. T. S. Hall.
Il meurt en fonction à Quesnel à l'âge de 56 ans.